# Pangkor
Pangkor – wyspa w Malezji, w stanie Perak, położona u zachodnich wybrzeży Półwyspu Malajskiego. Ma powierzchnię około 18 km² i zamieszkuje ją około 25 000 mieszkańców. Rząd Malezji promuje na wyspie turystykę, jednak główną gałęzią produkcji pozostaje rybołówstwo. W północnej części wyspy znajduje się Port lotniczy Pangkor.